# (464343) 2016 AG118
(464343) 2016 AG118 es un asteroide perteneciente al cinturón de asteroides, descubierto el 28 de enero de 2000 por el equipo Spacewatch desde el Observatorio Nacional de Kitt Peak (Arizona, Estados Unidos).